# Ritratto di Giulio Romano
Il Ritratto di Giulio Romano è un dipinto a olio su tela (101x86 cm) di Tiziano, databile al 1536-1538 circa e conservato nel Museo civico di Palazzo Te a Mantova.
Il quadro ritrae il pittore Giulio Romano all'epoca in cui si trovava a Mantova, alla corte dei Gonzaga. Nelle sue mani il disegno di un'architettura, forse la Basilica palatina di Santa Barbara, edificata a Mantova da Giovan Battista Bertani a partire dal 1562.
Il capolavoro pervenne ai Gonzaga dal figlio di Giulio Romano, Raffaello, dopo la morte del padre, avvenuta a Mantova il 1º novembre 1546. Divenne di proprietà del re Carlo I d'Inghilterra, quando probabilmente la famiglia mantovana vendette parte delle sue collezioni. La tela passò in proprietà al lord inglese George Kinnaird, signore di Kinnaird, nella prima metà dell'Ottocento.